# Divisões administrativas da Somália

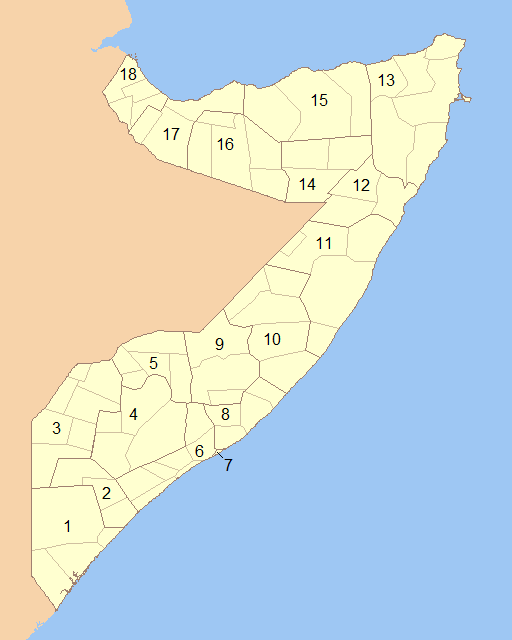
Regiões e Distritos da Somália
1- Jubbada Hoose
2- Jubbada Dhexe
3- Gedo
4- Bay
5- Bakool
6- Shabeellaha Hoose
7- Banaadir
8- Shabeellaha Dhexe
9- Hiiraan
10- Galguduud
11- Mudug
12- Nugaal
13- Bari
14- Sool
15- Sanaag
16- Togdheer
17- Woqooyi Galbeed
18- Awdal

Antes da guerra civil que começou em 1991, as regiões da Somália foram subdivididas em 75 distritos. Estes distritos estão listados abaixo, por região:

## Região de Awdal
- Dilla (distrito)
- Baki (distrito)
- Borama (distrito)
- Lughaya (distrito)
- Saylac (distrito)
- Wadajir (distrito)

## Região de Bakool
- Xuddur (distrito)
- Rabdhuure (distrito)
- Tiyeegloow (distrito)
- Waajid (distrito)
- Yed (distrito)
- Ceelbare (distrito)

## Região de Banaadir
- Abdiaziz (distrito)
- Bondhere (distrito)
- Daynile (distrito)
- Dharkenley (distrito)
- Hamar-Jajab (distrito)
- Hamar-Weyne (distrito)
- Hodan (distrito)
- Howl-Wadag (distrito)
- Huriwaa (distrito)
- Kaaraan (distrito)
- Shibis (distrito)
- Shangaani (distrito)
- Waabari (distrito)
- Wadajir (distrito)
- Wardhiigley (distrito)
- Yaaqshiid (distrito)

## Região de Bari
- Bender Bayla (distrito)
- Bosaso (distrito)
- Caluula (distrito)
- Iskushuban (distrito)
- Qandala (distrito)
- Qardho (distrito)
- Baargaal (distrito)
- Xaabo (distrito)
- Bareeda (distrito)
- Taageer (distrito)

## Região de Bay
- Baidoa (distrito)
- Buurhakaba (distrito)
- Diinsoor (distrito)
- Qasahdhere (distrito)

## Região de Galguduud
- Caabudwaq (distrito)
- Cadaado (distrito)
- Baxdo (distrito)
- Ceelbuur (distrito)
- Ceeldheer (distrito)
- Dhusa Mareb (distrito)
- Guriceel (distrito)

## Região de Gedo
- Baardheere (distrito)
- Balet Hawo (distrito)
- Buurdhuubo (distrito)
- Ceelwaaq (distrito)
- Doolow (distrito)
- Garbahaarreey (distrito)
- Luuq (distrito)

## Região de Hiiraan
- Beledweyne (distrito)
- Buuloburde (distrito)
- Jalalaqsi (distrito)
- Matabaan (distrito)

## Região de Jubbada Dhexe
- Bu'aale (distrito)
- Jilib (distrito)
- Sakow (distrito)

## Região de Jubbada Hoose
- Afmadow (distrito)
- Badhaadhe (distrito)
- Jamaame (distrito)
- Kismaayo (distrito)

## Região de Mudug
- Afbarwaaqo (distrito)
- Gaalkacyo (distrito)
- Galdogob (distrito)
- Harardheere (distrito)
- Hobyo (distrito)
- Jariiban (distrito)

## Região de Nugaal
- Burtinle (distrito)
- Eyl (distrito)
- Garoowe (distrito)

## Região de Sanaag
- Badhan (distrito)
- ceelbuh (distrito)
- Ceel-Afweyn (distrito)
- Ceerigaabo (distrito)
- Dhahar (distrito)
- Laasqoray (distrito)
- Hadaaftimo (distrito)
- Hingalol (distrito)
- Yubbe (distrito)

## Região de Shabeellaha Dhexe
- Aadan Yabaal (distrito)
- Balcad (distrito)
- Cadale (distrito)
- Jowhar (distrito)
- Warsheikh (distrito)
- Mahadaay (distrito)

## Região de Shabeellaha Hoose
- Afgoi (distrito)
- Baraawe (distrito)
- Kurtunwarey (distrito)
- Marka (distrito)
- Qoriyoleey (distrito)
- Sablaale (distrito)
- Walaweyn (distrito)

## Região de Sool
- Caynaba (distrito)
- Laascaanood (distrito)
- Taleex (distrito)
- Xudun (distrito)

## Região de Togdheer
- Burao (distrito)
- Buuhoodle (distrito)
- Oodwayne (distrito)
- Sheikh (distrito)

## Região de Woqooyi Galbeed
- Hargeisa (distrito)
- Gabiley (distrito)
- Salahlay (distrito)
- Berbera (distrito)

## Divisões histórica

### Pré-independência
Em 1931, Somalilândia Italiana consistia em sete comissariados.
- Alto Giuba
- Alto Uebi-Scebeli
- Basso Giuba
- Basso Uebi-Scebeli
- Migiurtinia
- Mogadiscio
- Mudugh

Após a 1935-36 Segunda Guerra Italo-Abissínia, a Somalilândia Italiana tornou-se parte da África Oriental Italiana com Abissínia (Etiópia) e Eritreia. A Somalilândia italiana foi uma das seis Províncias da África Oriental Italiana da nova colônia, a Província da Somália, e incorporava partes da antiga Abissínia habitadas por somalis. A província foi subdividida em 10 comissariados que foram divididos em residências.
- Alto Giuba (English: Upper Juba)  (capital: Baidoa)
- Alto Scebeli (Upper Shabele)  (Bulo Burti)
- Basso Scebeli (Lower Shabele)  (Merca)
- Migiurtinia (Migiurtinia)  (Dante)
- Mogadiscio (Mogadishu)  (Mogadiscio)
- Mudugh (Mudug)  (Rocca Littorio)
- Ogaden (Ogaden) (Uarder)
- Uebi Gestro (Gestro River)  (Callafo)
- Basso Giuba (Lower Juba)  (Chisimaio)
- Nogal (Nugaal)  (Eil)

Após a Segunda Guerra Mundial, o Protetorado da Somalilândia administrado pelos italianos consistia em seis distritos.
- Alto Giuba
- Basso Giuba
- Benadir
- Hiran
- Migiurtinia
- Mudugh

O Somalilândia Britânica protectorado também consistia em seis distritos.
- Berbera
- Borama
- Burao
- Erigavo
- Hargeisa
- Las Anod

### Somália
Após a independência em 1960, a República da Somália manteve os 12 distritos da antiga Somalilândia italiana e Somalilândia Britânica que se fundiu para formar o novo país. Em 1964, uma nova Província do Nordeste (Burao) foi estabelecida pela fusão de Burao, Erigavo e Las Anod, e uma Província do Noroeste (Hargeisa) foi formada pelos distritos de Berbera, Borama e Hargeisa. Em 1968, a capital do Basso Giuba foi transferida de Kismayo para Jamame. As oito províncias da época eram:
| Province    | Area(km²) | Capital                |
| ----------- | --------- | ---------------------- |
| Benadir     | 45,004    | Mogadishu              |
| Burao       | 128,000   | Burao                  |
| Hargeisa    | 48,000    | Hargeisa               |
| Hiran       | 25,647    | Beled Weyne            |
| Lower Juba  | 49,917    | Jamame                 |
| Migiurtinia | 90,744    | Bosaso (Bender Cassim) |
| Mudug       | 118,737   | Galkayo                |
| Upper Juba  | 131,492   | Baidoa                 |

Em 1982, a Somália foi reorganizada em oito províncias em 16 regiões.  Em Junho de 1984, Awdal foi separado de Woqooyi Galbeed e Sool foi separado de Nugaal para formar as atuais 18 regiões.